# 刘欣 (主持人)
刘欣（1975年11月10日—），主持人、记者、翻译，生于中华人民共和国江苏省镇江市，主持过中国全国大学生英语演讲比赛 、香港国际电影节“中国日”活动、中央电视台庆申奥成功直播晚会等多项活动，现任职于中国国际电视台（CGTN），是该台《欣视点》（英語：The Point with Liu Xin）栏目主持人。刘欣精通中文和英语，熟练应用法语，可以使用德语、土耳其语进行交流。

## 个人经历
刘欣于1993年入读南京大学外国语学院英语语言文学系，大学期间曾经赢得多项英语演讲赛事，并以女性权益为话题赢得世界英语联合会在伦敦举办的国际英语演讲比赛（英語：International Public Speaking Competition）冠军。
1997年毕业后加入中国中央电视台，担任中央电视台英语国际频道（CCTV-9）主持人，2010年英文国际频道改为英文新闻频道（CCTV-News）。1999年12月，获得中国国务院新闻办澳门回归特别报道荣誉证书，2001年获得中国新闻政府奖。2011年起任中国中央电视台驻日内瓦首席记者，期间负责报道伊朗核谈判、叙利亚冲突、人权议题、难民危机、气候变化、世界贸易等诸多议题。
2016年，刘欣自瑞士日内瓦返回中国。同年12月31日，中国中央电视台的外语频道改组成为中国环球电视网（CGTN），由劉欣擔任主持的觀點節目《The Point With Liu Xin》（欣视点）開播。
2019年，担任《中央广播电视总台2019主持人大赛》专业评审。9月3日，参加美国全国广播公司财经频道（CNBC）栏目《华尔街直播室》（Squawk on the Street），就中美贸易战和香港问题接受采访。这是刘欣第二次以嘉宾身份参加美国媒体节目。
2023年9月，担任杭州亚运会开幕式现场英文播报员。
2023年11月，APEC峰会期间，刘欣主持CGTN系列人文交流观察节目《欣走加州》，并接受美国全国广播公司湾区频道（NBC  Bay Area）专访。

## 家庭
刘欣的丈夫是土耳其裔德国人，两个孩子也都是外籍。

## 相关事件

### 中美贸易战女主播“辩论”
2019年5月，中国国际电视台发布刘欣主播之视频反驳福克斯商业频道主播翠西·里根关于中美贸易战的报道，后翠西·里根在节目中以11分钟公开回应刘欣及中国国际电视台，两人的争论成为微博上的热议话题，获得至少2000万次的浏览量，经之后两人推特上约定，在美东时间5月29日晚8点（北京时间30日早8点）使用卫星连线的方式举行了辩论，期间刘欣否认自己党员身份，随后在贸易公平、保护知识产权、关税、中国发展中国家地位等议题与翠西·里根展开对话，最后刘欣邀请翠西·里根来中国。

### 國籍爭議
2019年5月29日，劉欣在中美新聞女主播相約辯論結束後，被網民質疑並非中國國籍。6月1日，劉欣在微博發帖，強調愛國與否與國籍無關，她說：“愛不愛中國和國籍根本無關，很多海外華裔還有外國人都很愛中國，中國公民移民海外，只要合法合規，無可厚非，不能和不愛國畫等號，留在中國的也不一定都愛國。”這與早前高調回應她是百分之百中國人有異。而她接受內地官媒《環球時報》訪問時表示，丈夫和兒子也是外國籍，她形容自己並非黨員，卻仍能在CGTN工作是一個“奇蹟”。她又強調，自己是“地地道道的、百分之百的中國人，而且只是中國人，沒有其他任何國籍”，輿論抹黑“沒什麼意思”，笑言“要想黑我，來點新的行嗎”。
之後，網友搜索發現了劉欣微博上貼出的一張在瑞士的駕照，該照片較為模糊，無法分清駕照類別，但仍隱約在出生日期下顯示“RC”（道路交通公约为中国指定的国别编码）字樣。但欧盟版式驾照上所显示的是出生地，无法借此判断当前刘欣的国籍。由於中國不承認雙重國籍，若果劉欣的確加入瑞士籍就不再是中國公民，只能說是華裔或中國裔瑞士公民。時事評論員劉小貝發表評論指出：「劉欣是明目張膽的借用“中國人”這個模糊的概念來撒謊，是在質疑億萬觀眾的智慧嗎？」

### 在微博吐槽取行李无人相助
2019年7月17日，刘欣在新浪微博表示下飞机时取行李却无人相助，并称不管多有钱，没有爱心的人是丑陋的。在21日此言论被多数中国网民指责，随即刘欣删除该微博。

### 指控美国媒体沉默与BioNTech/辉瑞疫苗的虚假推文
2021年1月15日，刘欣在推特转发挪威23名老人接种辉瑞疫苗后导致死亡的新闻，称「真的没有任何大型的美国、欧洲新闻机构报道这件事么？我想能看到这个消息的不止我一个。试想一下，如果这13个人接种的是中国疫苗，这个头条新闻将到处都是！」，质疑美国媒体对该报导保持沉默。1月16日，刘欣再次在推特引述两则新闻报道发文称：「我不能独立确认，但消息令人不安：有十人在德国注射BioNTech/辉瑞疫苗数天后死亡」，推文中也标记了英国广播公司（BBC）、美国有线新闻网（CNN）、美联社和路透社，结果引发各国媒体批评。
1月19日，美国有线新闻网（CNN）批评中国正通过危险的虚假宣传来打击美国疫苗的舆论。并指中国宣传机构却选择攻击其他疫苗这个危险的游戏。同时对有关「媒体保持沉默」的问题回应，指无论是在中国，美国还是在世界任何地方，记者都有充分的理由不急于报道与疫苗有关的死亡。例如一些疫苗被批评过度夸大对疫苗的过敏反应或报道最近接种过疫苗的人的死亡，但不代表与注射疫苗有任何联系。1月20日，路透社事实调查小组发布社评反驳，指媒体对死亡「保持沉默」的说法是不准确的。称当帖子上传时，死亡人数已由彭博社、美联社、澳大利亚第7新闻网报道。法国《观点周刊》同日刊文批评中国宣传机构诋毁辉瑞疫苗的做法。
1月21日，德国《明镜周刊》针对刘欣在1月16日称「有十人在德国注射BioNTech/辉瑞疫苗数天后死亡」的推文，刊文评论中国制药业在与辉瑞疫苗和Moderna疫苗上的竞争中处于落后状态，其官方媒体正试图散布有针对性的虚假信息，以扭曲竞争。同日，中国《环球网》指责西方媒体搞错关注点，无端指责刘欣依据实际情况在社交媒体上发的推文，并指清者自清，浊者自浊。面对西方无端污蔑，中国媒体只用事实说话。
《慕尼黑水星报》 、《法蘭克福評論報》、《焦点周刊》等德国媒体随着接连刊文批评刘欣发布虚假消息是中国政府为促进自身疫苗的营销做法。